# Белорусский государственный еврейский театр
Белорусский государственный еврейский театр — театр, существовавший с 1926 по 1949 год в Минске.
Об открытии Белорусского государственного еврейского театра было объявлено 21 октября 1926 года в Москве. В конце года театр начал свою работу в Минске. Художественными руководителями были М. Ф. Рафальский (с 1926 по 1935 год), В. Я. Головчинер (с 1942 года). В разные года в театре работали режиссёры Л. М. Литвинов, А. Айзенберг, народный артист УССР Б. Норд, художник А. Г. Тышлер и другие.
Театр закрыт во исполнение Приказа Совета министров Белорусской ССР от 12 марта 1949 года.

## История

### Московский период. Становление
В 1921 году М. Ф. Рафальский создал в Минске еврейскую театральную студию, куда набрал молодых еврейских актёров.
В 1922 году в Москве организован Государственный институт театрального искусства со специальными национальными факультетами, где в «централизованном порядке» обучались представители различных национальных театров. В том же году в Москве при Белорусской государственной театральной студии организована еврейская студия во главе с М. Рафальским на основе созданного им в Минске театрального коллектива.
Обучение студийцев состояло из практических занятий с ведущими московскими режиссёрами — Е. Вахтанговым, В. Мейерхольдом и А. Грановским. В соответствии с новой доктриной игнорировалась предыдущая история еврейского театра и утверждалось, что его развитие стало возможным только при советской власти. Представители театрального авангарда, незнакомые с художественной практикой еврейской сцены предлагали новые формы сценического искусства, основанные на преодолении и даже отрицании предыдущего опыта.
Режиссёр М. Рафальский, имевший опыт работы в еврейском театре, заявил о себе как оригинальный мастер и смелый новатор. Первые спектакли Белорусской еврейской студии, которой он руководил, имели успех у зрителя и были замечены театральной критикой. В числе наиболее интересных постановок М. Рафальского в московский период — «Ин полиш ойф дер кейт» («На покаянной цепи») по пьесе И. Л. Переца (1926; художник И. Б. Рыбак, композитор А. Крейн), «Проделки Скапена» по пьесе Мольера (1924; художник И. Чайков (1888—1979), композитор А. Крейн). Персонажи пьесы Мольера превратились в героев современной жизни, пьеса была «перемонтирована», и её «монтажные» части перемежались с интермедиями, в которых играли пародии «Маски старого еврейского театра» и пуримшпил «Акейдос Ицхок».
21 октября 1926 года в Москве было объявлено об открытии Белорусского государственного еврейского театра (БелГОСЕТ), который был создан на основе Белорусской еврейской студии. Театр стал вторым после Московского ГОСЕТ. Всего же в СССР был создан двадцать один еврейский государственный театр.

### В столице Белоруссии
В конце 1926 года БелГОСЕТ переехал в Минск — один из главных центров «еврейской пролетарской культуры», как писала пресса того времени. В распоряжение театра было передано здание бывшей Минской хоральной синагоги. Минский Белорусский государственный еврейский театр выезжал на гастроли в города и села Белоруссии и за пределы республики.
М. Рафальский, сохранив тенденцию к формальному поиску, обратился к идеологически рекомендованному репертуару, опередив в этом другие еврейские театры СССР. В числе его первых минских постановок — «Нафтоли Ботвин» Абрама Вевьорки (1927; художник А. Тышлер, музыка Б. Понизовского).
В конце декабря 1929 года между  и Московским и Белорусским ГОСЕТами подписан договор о «социалистическом соревновании», который предполагал в короткие сроки создание новых спектаклей, отражающих успехи «социалистического строительства» в СССР. Белорусский ГОСЕТ поставил на своей сцене пьесы с выраженной социально-идеологической тенденцией: «Дер тойбер» («Глухой», 1929; по рассказу Д. Бергельсона, постановка М. Рафальского, художник А. Тышлер, композитор А. Крейн); «Джим Куперкоп» (1930; по пьесе Ш. Годинера, постановка Л. Литвинова, художник А. Тышлер, композитор В. Шебалин); «А шос» («Выстрел»; по поэме А. Безыменского, постановка Б. Норда, художник А. Лабас (1900–1983), композитор А. Шеншин).

### Война. В эвакуации в Новосибирске
22 июня 1941 года, в день нападения Германии на Советский Союз, актерская труппа БелГОСЕТа находилась в Витебске. С наступлением вермахта линия фронта подошла к городу. С большими трудностями театр сумел перебраться в Новосибирск. Художественный руководитель БелГОСЕТа Виктор Головчинер под разными предлогами несколько раз ездил в Москву и в декабре 1941 года по его ходатайству Всесоюзный комитет по искусству принял решение финансировать БелГОСЕТ.
В марте 1942 года в Новосибирске театр возобновил свою работу. Актеры, жившие в очень стесненных условиях, не только играли, но также выполняли работу технического персонала.
Когда летом 1944 года Белорусский театр имени Якуба Коласа возвратился в Витебск, а Белорусский театр имени Янки Купалы вернулся в Минск, еврейский театр продолжал оставаться в Новосибирске. Сотрудники БелГОСЕТа стали подозревать, что власти Белоруссии не жаждут их возвращения в Минск. На письмо и телеграммы с просьбами разрешить вернуться в столицу Белоруссии ответов не последовало.
В ноябре 1944 года художественный руководитель и директор БелГОСЕТа отправились в Минск, где они встретились с первым секретарем Центрального комитета Коммунистической партии Белоруссии Пантелеем Пономаренко. Тот пообещал вернуть театр в Минск в течение 1945 года, когда будет отремонтировано здание театра, частично разрушенное во время войны.
Тем временем положение театра все более ухудшалось. С репатриацией из СССР польских евреев в 1946 году потенциальная аудитория Еврейского театра в Новосибирске резко сократилась. Помещения, в которых раньше шли спектакли, власти города больше не выделяли, финансирование поступало нерегулярно.
В конце 1946 года Белорусский государственный еврейский театр вернулся из эвакуации в Минск.

### Послевоенный период
Не имея собственного помещения, БелГОСЕТ мог давать спектакли только два раза в неделю на сцене Белорусского театра. Члены труппы жили в ужасных условиях, по 6—8 человек в комнате. Несмотря на эти тяготы, в 1947 году обсуждалась возможность постановки двух новых советских пьес. Играть приходилось по правилам, сообразным эпохе. В одной из них — «Под каштанами Праги» Константина Симонова — говорилось о бдительности после войны и руководящей роли Советского Союза в построении сообщества славянских народов. Вторая пьеса — «Беловежская пуща» Переца Маркиша — отображала героическую борьбу евреев гетто против немецких фашистов, подчеркивая руководящую роль в этом восстании подпольного комитета Коммунистической партии и неоценимую помощь партизан.
В рабочем плане театра на 1948 год стояла также пьеса «Стоит жить», где описывалось «восстановление разрушенного белорусского города после его освобождения от немецких захватчиков».
В середине марта 1947 года в Минск был приглашен драматург Перец Маркиш для обсуждения его новой пьесы «Москва, 1941» на заседании репертуарного комитета Театра. Это произведение прославляло необыкновенную мудрость И. В. Сталина и его генералов, которые якобы уже в 1941 году планировали будущую победу над нацистской Германией. Поскольку главный герой — Сталин, члены комитета были серьезно озабочены тем, кто станет исполнителем этой роли и каковы могут быть последствия, если постановка пьесы окажется неудачной. Руководство БелГОСЕТа не мог пойти на такой риск, и, в конце концов, пьеса была отклонена.
В 1947 году театр поставил три новых пьесы (включая «Восстание в гетто» Маркиша), наряду с возобновлением «Тевье-молочника» и «Гершеле Острополера». Семь новых пьес планировалось поставить и в 1948 году. Но после гибели в Минске в январе 1948 года Соломона Михоэлса в БелГОСЕТе воцарилось настроение отчаяния, безысходности и неуверенности в завтрашнем дне.
В рамках общей советской политики сокращения числа театров, получавших государственные субсидии, было принято решение прекратить финансовую поддержку трех театров в Белоруссии, включая БелГОСЕТ. Двум другим театрам удалось добиться восстановления государственного финансирования. БелГОСЕТу было отказано и театр оказался перед лицом перспективы существования только на собственные доходы. Во втором квартале 1948 года БелГОСЕТ вынужден был значительно сократить численность труппы и расходы на все постановки. Гастроли по Белоруссии также не давали достаточных доходов, так как после Холокоста в городах республики осталось небольшое число евреев и зрительская аудитория была невелика. Театр предпринял попытку отправиться на гастроли в крупные города прибалтийских республик, где еще было достаточно людей, интересовавшихся театром на языке идиш, но белорусские власти гастроли за пределами республики труппе не разрешили.
Поиск нового драматургического материала для постановки на сцене театра стал еще более трудным в конце 1948 года, когда пьесы советских писателей-евреев были исключены из репертуара в связи с арестом авторов. В связи с финансовыми трудностями театр в феврале 1949 года был вынужден уволить 44 сотрудника, в том числе — 17 актеров. Тем не менее, театр продолжал свою деятельность: труппа в сокращенном составе репетировала две новые пьесы.

### Закрытие театра
После убийства по приказу Сталина режиссёра ГОСЕТа Соломона Михоэлса в СССР прошла волна репрессий в отношении еврейской культуры. 8 февраля 1949 года были запрещены литературные еврейские альманахи и писательские объединения. В этот день секретарь ЦК КП(б) Белоруссии Николай Гусаров обратился к Георгию Маленкову за санкцией на закрытие БелГОСЕТа. В качестве мотивации Гусаров объединил идеологическое и экономическое обоснования: по его словам, театр «обслуживает незначительную часть населения Минска и является дефицитным»; он «пропагандировал проамериканские настроения, ставил своей целью внедрение в сознание еврейского населения мысли, что еврейский театр — не обычное культурное учреждение, а центр особого „еврейского дела“»; «среди работников театра длительное время распространялись националистические настроения, будто бы русские и белорусы повинны в смерти тысяч евреев, так как не защитили их от немцев и помогали немцам в истреблении евреев». Глава Агитпропа Дмитрий Шепилов по поручению Маленкова возложил решение этого вопроса на местные власти.
12 марта 1949 года Совет Министров Белорусской ССР издал приказ о закрытии Белорусского государственного еврейского театра. Инвентаризация и передача имущества театра Русскому государственному драматическому театру в Минске продолжались полтора месяца. БелГОСЕТ стал первым крупным государственным еврейским театром, закрытым по распоряжению государственных органов управления.

## Актёры театра
- Ю. С. Арончик
- Ида Берковская
- Песя Вольпина
- Ида Высоцкая
- Эмма Дрейзина
- Нехама Зальцман
- Кузма Львович Кулаков-Рутштейн
- Софья Лемберг
- Александр Могилевский
- М. М. Моин
- Лия Нельсон
- Ревекка Михайловна Рубанова
- М. Б. Сокол
- А. Е. Трепель
- Фаня Ефимовна Цыпкина
- Б. З. Янпольский
- Матвей Соломонович Березкин
- Исар Моисеевич Левин
- Арон Зальманович (Аркадий Соломонович) Бродкин
- Зигрид Моисеевна Алескер
- Моисей Абрамович Свирновский[4]

## Репертуар
- «На покаянной цепи» И. Л. Переца (1926)
- «Свадьба в Касриловке» Шолом-Алейхема (1926)
- «Венецианский купец» У. Шекспира (1926)
- «Проделки Скапена» Мольера (1926)
- «Ботвин» Аврома Вевьерко (1928)
- «Фуэнте Авехуна» Л. де Вега (1928)
- «Глухой» Д. Бергельсона (1929)
- «Штурм» А. Корнейчука (1930)
- «Поэма о топоре» Н. Погодина (1930)
- «Выстрел» А. Безыменского (1930)
- «На 62-м участке» И. Добрушина (1931)
- «Гоп-ля, мы живём!» Э. Толлера (1931)
- «Рекрут» Л. Резника по произведениям И. Аксенфельда (1931)
- «Виндзорские насмешницы» У. Шекспира (1932)
- «Интервенция» Л. Славина (1934)
- «Вольпоне» Б. Джонсона (1934)
- «Люди в белых халатах» С. Кингсли (1935)
- «Фальшивая монета» М. Горького (1935)
- «Трактирщица» К. Гольдони (1936)
- «Закат» И. Бабеля (1936)
- «Бар Кохба» С. Галкина (1936)
- «Суламифь» С. Галкина (1936)
- «Бойтра» М. Кульбака (1937)
- «Тевье-молочник» Шолом-Алейхема (1939)
- «Цвей кунилемлех» А. Гольдфадена (1939)
- «Колдунья» А. Гольдфадена (1940)
- «Пигмалион» Б. Шоу (1944)
- «200 000» Шолом-Алейхема (1944)
- «Так и будет» К. Симонова (1945)
- «Без вины виноватые» А. Островского (1945)
- «Блуждающие звёзды» Шолом-Алейхема (1947)
- «Восстание в гетто» П. Маркиша (1947)
- «Русский вопрос» К. Симонова (1948)
- «Подводники» А. Витензона (1949)